# ミツクリエナガチョウチンアンコウ
ミツクリエナガチョウチンアンコウ (学名：Cryptopsaras couesii) は、アンコウ目・ミツクリエナガチョウチンアンコウ科・ミツクリエナガチョウチンアンコウ属に分類される魚類の一種。ミツクリエナガチョウチンアンコウ属は単型。

## 名称
魚類の中で2番目に長い和名を持つ。名前は東京大学三崎臨海実験所の初代所長であった箕作佳吉教授に捧げられたものである。種小名 couesii は鳥類学者 Elliott Coues に由来する。

## 分布と生息地
主に熱帯から亜熱帯の深海に生息する汎存種である。生息水深は75  - 4000 mで、水深500 - 1250 mの中深層および漸深層から捕獲されることが多い。遊泳力が弱い為、海流に流されて浅場に移動することがある。

## 形態
体は側扁した卵形で、頭部は大きく、口はほぼ垂直。背鰭は1棘（誘引突起）4-5軟条、臀鰭は4軟条。背鰭軟条の前方には横に並んだ3つの瘤があり、発行する粘液を分泌する。脊椎骨数は20、鰓条骨数は6。歯列は2 - 3列で、不規則に並んでおり、下顎の歯の方が大きい。体は皮膚に埋もれた棘で覆われる。体色は雌成魚が黒色で、幼魚は暗褐色。背鰭棘の変形した誘引突起(イリシウム)を用いて獲物を誘き寄せる。誘引突起は長く、先端に疑餌状体(エスカ)がある。筋肉を動かして誘引突起を伸縮、回転させる。擬餌状体には生物発光するバクテリアが共生しており、発光によって獲物を誘引する。

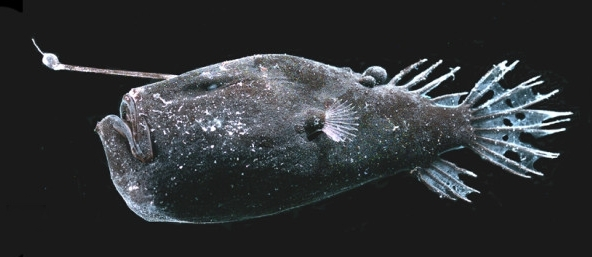
雌

### 性的二型
本種は極端な性的二型を示す。全長は雌が最大44 cmになるのに対し、雄は最大7.5 cmにしかならない。このように雌よりも極端に小さい雄のことを矮雄（わいゆう）と呼び、チョウチンアンコウの仲間にしばしば見られる特徴である。雄は前歯が非常に長く、その顎で雌の腹に噛み付いて付着する。その後皮膚や血管を癒着させ、雌から栄養分の供給を受ける。さらに目や腸などが次第に退化し、雌の体に同化する。未寄生の雄は最大1.05 cm。

## 生殖

矮雄の付着した雌

研究によると、雌600匹のうち雄が付着していたのはわずか6.2%であった。産卵は年に複数回行われ、大西洋では一年中幼魚が観察されるが、特に夏に多く発生する。雄は雌と同化し、継続的に精子を生産するため、雌雄同体の生物が行う自家受精に似ている。他のチョウチンアンコウ亜目の雄がフェロモンを感知して雌を探すのと異なり、大きな目で雌を探す。